# Потішна палата
Потішна палата государева — будівля московського кремля, місце виступів скоморохів.

## Історія
Потішна палата государева споруджена до початку XVI століття. У палаті виступали з метою «потіхи» для московських князів скоморохи: співаки, ігреці на музичних інструментах, танцюристи, лицедії, акробати і дресирувальники. Ці вистави при князях були традицією того часу. Про це свідчать матеріали, в яких розповідається, що вже до другої половини XV століття при дворах виступали: «трубники» (сурмачі), «нагарники» (барабанщики), «набатники» (литавристи). До Потішної палати привозили людей з усієї країни, здебільшого з Новогородського князівства.
Під час правління царя Михайла Федоровича (1613—1645) в Потішній палаті виступали іноземні «органники» (органісти), «цимбальники» (клавесиністи), «скрипотчики» (скрипалі, віолончелісти) — здебільшого ті, що прибули з німецької та польської території. У 1630 році з Голландії було привезено декілька майстрів з метою навчання російських музик гри на органі.
У Потішній палаті також було «потішне начиння і мотлох».
Найкращі в Московському князівстві виконавці та автори музичних творів і майстри з виробництва музичних інструментів приїжджали в палату.
Під час правління царя Олексія Михайловича (1645—1676) Потішна палата наблизилася до свого піку. Цар цінував цивільне мистецтво при своєму дворі.
Потішна палата знаходилася в підкліті Теремних покоїв. Вона перебувала у віданні царського постельництва, пізніше — у Приказу таємних справ. Охороняв палату штат із чотирьох людей. Поруч із ними знаходилися Потішні хороми, побудовані 1646 року.
У 1670-х роках замість Потішної палати було збудовано кремлівський Потішний палац.